# Mateusz Kusznierewicz
Mateusz Andrzej Kusznierewicz (* 29. dubna 1975 Varšava) je polský sportovní jachtař.
Začínal v devíti letech ve třídě Optimist ve varšavském jachtařském klubu. V roce 1990 získal titul juniorského mistra světa ve třídě OK a v roce 1994 se stal juniorským mistrem Evropy. Na Letních olympijských hrách 1996 vyhrál třídu Finn na lodi, kterou navrhl Krzysztof Kubryński, expert na aerodynamiku z Varšavské polytechniky. V roce 2000 skončil čtvrtý a v roce 2004 třetí, v letech 2008 a 2012 startoval ve třídě Star a skončil čtvrtý, resp. osmý.
Dvakrát se stal mistrem světa v třídě Finn (1998 a 2000) a dvakrát ve třídě Star (2008 s Dominikem Życkim a 2019 s Brunem Pradou). Je trojnásobným mistrem Evropy a trojnásobným vítězem regaty Kielský týden.
V roce 1999 ho organizace World Sailing vyhlásila nejlepším světovým jachtařem roku. Je důstojníkem Řádu znovuzrozeného Polska a má svoji hvězdu v Aleji sportovních hvězd ve Władysławowě. Byl jedním z patronů Světových dnů mládeže 2016 v Krakově. Věnuje se podnikání v oblasti digitálních technologií i v turistickém ruchu, je organizátorem jachtařské akce Baltic Sail. Je také úspěšným amatérským golfistou.